# Питерс, Мэри Элизабет
Мэри Элизабет Питерс (англ. Mary Elizabeth Peters; род. 4 декабря 1948, Пеория, Аризона) — американский государственный деятель, министр транспорта США (2006—2009). Стала второй женщиной (после Элизабет Доул), которая заняла эту должность. 

## Биография
Окончила Университет Финикса со степенью бакалавра искусств, посещала Школу управления имени Джона Ф. Кеннеди Гарвардского университета. С 1985 года Питерс работала в департаменте транспорта Аризоны, в 1998 году была назначена его директором губернатором штата Джейн Халл. 
После избрания Джорджа Буша-младшего президентом США в 2000 году Питерс стала главой Федерального управления шоссейных дорог и проработала на этой должности до 2005 года. 5 сентября 2006 года Буш выдвинул Питерс на пост министра транспорта США, а 29 сентября она единогласно была утверждена голосованием Сената.
Во время президентских выборах 2016 года Питерс поддерживала кандидата от Демократической партии Хиллари Клинтон.